# Alfredo Matas
Alfredo Matas Salinas (Barcelona, 1920-ibíd., 22 de junio de 1996) fue un productor y distribuidor de cine español, fundador de empresas cinematográficas como Cinesa y Jet Films.

## Biografía
Nació en 1920, en el seno de una familia vinculada a la industria textil. Durante la guerra civil española abandonó el país y residió en varios lugares como Suiza, Marsella y París, donde trabajó como trompetista en una banda de jazz.
Tras regresar a España y en 1944, conoció al empresario José Arquer, quien en ese momento estaba construyendo en Barcelona un complejo lujoso. El Windsor, nombre con el que fue inaugurado el 11 de octubre de 1946, poseía un cine del que Matas se hizo cargo y al que siguieron otros locales en la misma ciudad. Unos años después, Matas se desplazó a París con el fin de llevar a España un nuevo sistema de proyección y sonido, el Cinerama. Con el apoyo económico de la familia Sainz de Vicuña y el empresario Jaime Castell, Matas creó en 1958 la empresa distribuidora Cinesa (Compañía de Iniciativas y Espectáculos, S. A.), que se haría cargo de la explotación de este nuevo sistema en España y que con los años aumentaría su número de salas por todo el país. Tres años después creó también la productora Jet Films, con el fin de producir la película Plácido (1961) junto a Luis García Berlanga. Después de un tiempo de retiro, creó en 1968 la empresa In-Cine S. A. y un año más tarde se casó con la actriz Amparo Soler Leal. Desde entonces y durante poco menos de treinta años, se dedicó a producir películas como La escopeta nacional (1978), El crimen de Cuenca (1980) y Patrimonio nacional (1981).
Fue una de las figuras que impulsó la creación de la Academia de las Artes y las Ciencias Cinematográficas de España en 1985 y tiempo después, en 1994, recibió su Medalla de Oro. Falleció el 22 de junio de 1996 en Barcelona debido a un cáncer de pulmón.

## Filmografía
| - Plácido (1961) - La vil seducción (1968) - Un diablo bajo la almohada (1968) - Estudio amueblado 2. P. (1969) - El monumento (1970) - La luz del fin del mundo (1971) - La muerte incierta (1973) - Tamaño natural (1974) - La adúltera (1975) - Jo, papá (1975) - Nosotros que fuimos tan felices (1976) - La escopeta nacional (1978) - El crimen de Cuenca (1980) - Patrimonio nacional (1981) | - Hablamos esta noche (1982) - Nacional III (1982) - Bearn o La sala de las muñecas (1983) - El jardín secreto (1984) - Las bicicletas son para el verano (1984) - La vaquilla (1985) - Cara de acelga (1987) - Barrios altos (1987) - El invierno en Lisboa (1991) - Retrato de familia (1992) - Tierno verano de lujurias y azoteas (1993) - Amor e Dedinhos de Pé (1993) - Puede ser divertido (1995) |